# Grudna
Grudna [pronunciación en polaco: /ˈɡrudna/] es una aldea ubicada en el distrito administrativo de Gmina Szczerców, dentro del condado de Bełchatów, voivodato de Łódź, en el centro de Polonia. Se encuentra a unos 3 kilómetros al norte de Szczerców, a 18 kilómetros al oeste de Bełchatów, y a 54 kilómetros al suroeste de la capital regional Łódź.